# Патрік Мур
Сер Патрік Мур, англ. Sir Alfred Patrick Caldwell-Moore, CBE, FRS, FRAS; 4 березня 1923 — 9 грудня 2012) — англійський астроном, письменник та популяризатор науки (автор понад 20 науково-фантастичних та десятків науково-популярних книг), радіо- та телеведучий.
Вів програму ВВС «Небо вночі» (The Sky At Night) понад 50 років, що є абсолютним рекордом для будь-якого телешоу.
Служив у Королівських ВПС під час Другої світової війни, його наречена була вбита під час війни, і він ніколи не був одружений і не мав дітей.
Після закінчення війни йому вдалося створити дзеркальний телескоп, за допомогою якого були проведені спостереження Місяця і отримана можливість скласти карту його поверхні.
Мур створив атласи Венери і Нептуна, а також загалом Сонячної системи, брав участь у підготовці польоту американських астронавтів на Місяць. Карти Мура також використовували радянські астрономи, які аналізували результати польоту орбітальної станції «Луна-3».
1978 року нагороджений премією Клюмпке-Робертс. У 2001 році був удостоєний лицарського звання.
Його іменем названий астероїд 2602 Мур.